# Abdelhadi El Hachimi
Abdelhadi El Hachimi (né le 15 décembre 1974) est athlète coureur de fond belge d'origine marocaine.

## Carrière
Il est champion de Belgique du 5000 m en 2013 et 2014 et champion de Belgique du 10 000 m en 2013, 2014 et 2015.

## Palmarès
| Date | Compétition        | Lieu      | Résultat | Épreuve       |
| ---- | ------------------ | --------- | -------- | ------------- |
| 2015 | 20 km de Bruxelles | Bruxelles | 1er      | 20 kilomètres |